# Мануель де Релья Мота
Мануель де Релья Мота-і-Альварес (21 листопада 1795 — 1 травня 1864) — домініканський військовий та політичний діяч, п'ятий президент країни, до того обіймав пост віцепрезидента в кабінеті Педро Сантани.

## Кар'єра
Після здобуття незалежності Мота став полковником Національної міліції. До його обов'язків входив захист кордону між Гаїті й Домініканською Республікою, який на той момент проходив поблизу сучасних провінції Сан-Крістобаль та міста Бані.
Його кар'єра, як військова, так і політична, завжди перебувала у затінку каудильйо Педро Сантани. Мота очолював міністерство оборони та військово-морських справ за часів президентства Сантани, а також був його віцепрезидентом.

### Тимчасовий президент
У травні 1856 року, після усунення від влади чинного президента внаслідок виникнення розбіжностей у поглядах між Сантаною й Антоніо марією де Сеговія, іспанським консулом віцепрезидент Мота зайняв пост глави держави. Утім Мота очолював країну недовго: його замінив Буенавентура Баес. Суперечки між Сеговіа та Сантаною стали настільки значними, що останній був змушений залишити країну. Мота помер невдовзі після цього — у травні 1864.